# 저스틴 (2013년 영화)
《저스틴》(스페인어: Justin y la espada del valor, 영어: Justin and the Knights of Valour)은 2013년 공개된 스페인, 영국의 3D 판타지 애니메이션 영화이다. 아무도 꿈꾸지 않는 '시키는 대로 제국'에서 진짜 기사를 꿈꾸는 소년 저스틴의 모험을 그린 작품으로 안토니오 반데라스, 마르셀리노 알만사, 케리 펄튼과 랄프 캠프가 제작에 참여했다. 마누엘 시실라가 감독하고, 매튜 제이콥스와 마누엘 시실라가 공동으로 각본을 썼고 마누엘 시실라와 일란 에쉬케리이 음악을 작곡했다. 소니 픽처스 엔터테인먼트에서 스페인 배급과, 엔터테인먼트 원에서 영국 배급을 맡았다. 이 영화는 2013년 9월 13일 영국과 2013년 9월 20일 스페인의 극장에서 개봉되었다. 2014년 파라마운트 홈 미디어 버전이 DVD와 블루레이가 발매되었다

## 줄거리
오랫동안 평화로운 시대가 지속되어 칼 찬 기사가 쓸모없어진 어느 왕국. 이제 세상을 움직이는 것은 서류와 펜으로 무장한 변호사들이지만, 저스틴(프레디 하이모어 분)은 여전히 변호사를 바라는 아버지의 바람 대신 ‘전설의 기사’로 이름을 떨친 할아버지 롤랜드처럼 왕실을 수호하는 기사가 되길 소망한다. 반역자 헤라클리오가 할아버지를 죽이고 전설의 검을 훔쳐간 사실을 알게 되자 복수를 꿈 꾼다.

## 배역
- 프레디 하이모어 - 저스틴 역
- 시얼샤 로넌 - 탈리아 역
- 제임스 코스모 - 블루처 역
- 찰스 댄스 - 레건티어 역
- 탐신 에거튼 - 라라 역
- 안토니오 반데라스 - 클로렉스 경 역
- 루퍼트 에버릿 - 소타 역
- 배리 험프리즈 - 브라울리오 역
- 알프리드 몰리나 - 레지날도 역, 저스틴의 아버지
- 마크 스트롱 - 헤라클리오 역
- 데이비드 월리엄스 - 멜키아데스 역
- 줄리 월터스 - 릴리 역, 저스틴의 할머니
- 올리비아 윌리엄스 - 여왕 역

### 한국어판 목소리 출연
- 박형식 - 저스틴
- 신구 - 브라울리오[4]